# رورتی (شهرک)
رورتی (به لاتین: Roreti) یک منطقهٔ مسکونی در کیریباتی است. رورتی ۸۵۳ نفر جمعیت دارد.